# Roman Babyak
Roman Andriyovych Babyak (en ucraniano: Роман Андрійович Баб'як) (Ucrania, 28 de febrero de 1998) es un futbolista ucraniano que juega en la posición de defensa.

## Clubes
| Club           | País    | Año   |
| -------------- | ------- | ----- |
| FC Volyn Lutsk | Ucrania | 2015- |